# Kagami biraki
Kagami Biraki (鏡開き) é uma cerimônia tradicional japonesa. A tradução literal é abertura do espelho ou também corte um mochi. Tradicionalmente é comemorado em 11 de janeiro (números ímpares são tidos como números de sorte pelos japoneses) mas fora do Japão, é comemorado em datas próximas a esta. É o primeiro evento importante após dia de ano novo. Durante a cerimônia ingere-se o kagami mochi ou abre-se um barril de saquê.

## História
O quarto Xogum Tokugawa foi o primeiro a realizar esta cerimônia há cerca de 300 anos. Antes de partir para uma batalha, ele convidou seu daimio para abrir um barril de saquê. O resultado da batalha foi positivo, uma nova cerimônia surgiu.

## Cerimônia
Atualmente, a cerimônia é realizada também em casamentos, eventos esportivos, na fundação de novas empresas e em outros eventos importantes.
No Japão, o mochi é tradicionalmente feito em casa, mas muitas família já os adquirem prontos. Nos dias festivos, um par de mochi redondos (kagami mochi) do tamanho de pequenos pratos — um ligeiramente maior que o outro — é empilhado em um suporte e colocado em um altar doméstico ou tokonoma e oferecido a uma deidade que os visitam no Ano novo. O mochi ornamental é removido em 11 de janeiro e partido em pedaços menores antes de ser comido.
Neste momento, o kagami mochi costuma estar quebradiço e rachaduras aparecem. O mochi não é cortado com uma faca uma vez que cortar tem uma conotação negativa (cortar laços), ao invés disto é quebrado com as mãos ou com um martelo.
Algumas academias de artes marciais japonesas realizam o kagami biraki no primeiro dia de atividades do Ano novo (veja exemplo do Judô).